# SMES
SMES signifie superconducting magnetic energy storage (stockage d'énergie magnétique supraconductrice).

Ce système permet de stocker de l'énergie sous la forme d'un champ magnétique créé par la circulation d'un courant continu dans un anneau supraconducteur refroidi sous sa « température critique ».
Le SMES est dit « quantique » si et seulement si il se forme une onde quantique dans laquelle tous les électrons sont corrélés et descendent à l'état fondamental sur la couche N=1.

## Principes
Un système SMES typique comprend trois parties :
1. Une bobine supraconductrice ;
2. Un système de conversion de l'énergie ;
3. Une réfrigération cryogénique.

Une fois la bobine supraconductrice chargée, le courant ne va pas diminuer et l’énergie magnétique peut être stockée indéfiniment.
L’énergie stockée peut être délivrée au réseau en déchargeant l’anneau construit dans un alliage supraconducteur. 

Le système de conversion de l'énergie utilise un onduleur/redresseur pour transformer le courant alternatif en courant continu ou convertir le continu en alternatif. 

L’onduleur/redresseur génère 2 à 3 % des pertes d’énergie. Les pertes des SMES sont les plus faibles comparées à d’autres techniques de stockage. Avec un rendement excédant 95 %, les systèmes SMES sont très efficaces, mais encore très coûteux.

## Utilisations
(mars 2022).
- Si vous ne connaissez pas le sujet, laissez ce bandeau (vous pouvez alors contacter les auteurs).
- Si vous supprimez le contenu mis en cause (vous pouvez préalablement contacter les auteurs),

argumentez précisément cette suppression dans la page de discussion
(un manque de référence n'est pas un argument ; une recherche réelle de référence doit avoir été effectuée, être formellement documentée).
Pour pallier l'inconvénient de la réfrigération à Tc = 1 K, il est recommandé d'utiliser une usine 4.0 avec des robots programmés pour la construction multi-matériaux de SMES et leur remplissage en hélium liquide superfluide.
Suivant la taille du SMES, qui permet une propulsion électrique fiable avec un temps de charge très court, les applications civiles sont :
1. Propulsion de VTOL et voitures volantes ;
2. Propulsion d'avions électriques ;

Le champ magnétique permet de protéger les voyageurs contre les rayons cosmiques, ce qui n'est pas le cas des fusées et de l'ISS.
Les forces de Lorentz permettent deux modes de propulsion :
1. Mode continu pour la lévitation ;
2. Mode alternatif pour une accélération impulsionnelle.

## En France
Les plus gros prototypes en 2008 (plusieurs centaines de kJ) ont été réalisés à Grenoble, au département Matière condensée - Basses températures de l'Institut Néel avec l'aide de partenaires comme la direction générale de l'Armement (DGA) et Nexans. 
Plusieurs prix Nobel de physique ont découvert les effets quantiques qui pourraient permettre de construire des SMES très puissants (1 TJ) pouvant être utilisés dans l'astronautique, en utilisant :
1. L'effet Hall quantique ;
2. L'effet Josephson.

En générant un champ magnétique de 14,7 T, on augmente par effet Hall quantique entier découvert par Klaus von Klitzing la capacité de stockage des SMES.
L'usage des SMES pourrait aussi permettre de valoriser les énergies renouvelables intermittentes en permettant leur stockage pendant les périodes de non production.
L'énergie étant une force que multiplie un déplacement, celle-ci est stockée de façon massive dans un SMES quantique parce qu'à Tc = 1 K, la force de gravitation quantique est maximale.
Ceci peut se comprendre en corrigeant l'équation entropique de Boltzmann :
S (J) = kB (J/K) * ln Tc (K) => S = 0, ordre parfait pour Tc = 1 K,
avec kB, la constante de Boltzmann.